# Ангарский, Николай Семёнович
Никола́й Семёнович Анга́рский настоящая фамилия Кле́стов (6 [18] декабря 1873, Смоленск — 27 июля 1941) — революционер, большевик, литературный критик, партийный литератор.

## Биография
Николай Клестов родился в 1873 году в Смоленске в купеческой семье, — его отец был владельцем первого в Смоленске книжного магазина. Клестов был исключён из гимназии за хранение революционной литературы. В 1896 году по доносу служащих библиотеки арестован за хранение с целью распространения нелегальной литературы. 23 июля 1897 года по высочайшему повелению был подвергнут 3-месячному тюремному заключению и отдан под надзор полиции на 2 года с правом проживания вне столиц и университетских городов.
Член РСДРП с 1902 года. Летом 1902 года уехал за границу. Был председателем студенческой столовой в Париже, работал в Тургеневской библиотеке; примыкал к группе содействия «Искре». Зимой 1902 года вернулся в Россию.
С 1904 года вёл партийную работу в Екатеринодаре, Ростове-на-Дону, Екатеринославе, Харькове, Москве, Петербурге.
9 декабря 1905 года арестован, сослан в Туруханский край на 5 лет. Весной 1906 года бежал из Омской тюрьмы и до 1909 года работал нелегально в Москве и Петербурге.
Участвовал в Революции 1905—1907 годов; создавал в Москве большевистские типографии, полулегальный книжный склад «Весна», организовал издание «Капитала» К. Маркса (1907—09); вместе с М. С. Кедровым в издательстве «Зерно» выпустил сборник работ В. И. Ленина «За 12 лет» и «Аграрный вопрос» (часть I), серию социал-демократических брошюр «Книжки для всех», «Календарь для всех на 1908 год».
В 1909 году снова арестован и сослан в Туруханский край, отбывал ссылку на реке Ангара, откуда вернулся в 1912 году. В годы Первой мировой войны занимал интернационалистские и пораженческие позиции.
После Февральской революции 1917 года — член Московского комитета РСДРП(б), Исполкома Моссовета, заведующий его отделом печати. Был делегатом 7-й (Апрельской) конференции и 6-го съезда РСДРП(б). Участник Октябрьского вооружённого восстания в Москве 1917 года, член ВРК Хамовнического района.
В 1918 году с формулировкой «за выступление против политики партии в деревне» был исключён из РКП(б). В 1919 году был восстановлен в партии. На Московской губернской партконференции в ноябре 1920 года Ангарский заявил, что вместо того, чтобы подумать, как побороть неравенство, партийные лидеры
«стараются объяснить всё объективными условиями». Тогда же в 1920 году присоединился к оппозиционной группе Игнатова.
До 1929 года работал в Моссовете, одновременно в 1919—1922 редактор журнала «Творчество», в 1922—1924 годах — редактор литературных сборников «Недра», с 1924 года руководил издательством «Недра». В 1929—1931 годах работал торгпредом СССР в Литве, в 1932—1936 годах — на той же должности в Греции. С 1936 года — председатель Всесоюзного внешнеторгового объединения «Международная книга». С 1939 года работал в ИМЭЛ. Автор работ по истории партии и революционного движения, литературно-критических статей.
Арестован 12 мая 1940 года. Обвинён в том, что до революции на протяжении длительного времени являлся агентом царской охранки, а после революции стал агентом германской разведки и участником некоей контрреволюционной вредительской организации. На допросах к Ангарскому применялись пытки и избиения, в результате которых он оговорил четверых своих знакомых; все они также были арестованы. Ныне опубликован протокол допроса Ангарского, из которого явствует, что Ангарский признал себя виновным во всех изначально предъявленных ему сфабрикованных обвинениях, а также и в том, что он был агентом не только германской, но и английской разведки (с 1924 года), и проводил вражескую работу в Греции и во внешнеторговом объединении «Международная книга».
6 июля 1941 года на закрытом заседании Военной коллегии Верховного суда СССР приговорён к расстрелу. По мнению Е. С. Булгаковой роковую роль сыграли попавшие к следователям дневники Ангарского.
После приговора написал в Президиум Верховного Совета СССР ходатайство о помиловании, в котором заявлял:
«…Страшные, жуткие угрозы, сопровождаемые ударами резины, заставили меня стать на путь лжи. Я оклеветал себя. Я оклеветал целый ряд лиц, участвующих в моем деле…… Мне следствие рисовало радужные перспективы, твёрдо обещало административную высылку, если я признаю себя шпионом и вредителем…… И я вступил на путь огромного оболгания себя и других. Меня уверяли, что пошлют в суд хорошую обо мне характеристику, и если, говорили мне, вы будете хорошо вести себя на суде, если всё подтвердите, то мы вас не оставим…»
Прошение было оставлено без удовлетворения. 27 июля 1941 года он был расстрелян на расстрельном полигоне «Коммунарка».
Был реабилитирован в 1956 году. В 1968 году его именем была названа библиотека в городе Ангарске: работу с библиотекой курировала его дочь Мария. А в июле 1985 г. Центральной городской библиотеке Смоленска также присвоено имя выдающегося земляка.

## Сочинения
- «О свободе творчества» Творчество. Журнал литературы, искусства, науки и жизни. № 11-12, 1920 г., стр. 20.
- «Октябрьское восстание в Москве». М., 1922.
- «Хамовники в октябре 1917 г.». М., 1922.
- «Легальный марксизм» (выпуск 1), 1925.
- «Московский совет в двух революциях», 1928.

## Семья
- Жены — Зинаида Константиновна Казанцева (ум. 1918), Лидия Осиповна Ангарская.
- Дочь — Мария Николаевна Ангарская (род.1912)